# Jareniówka
Jareniówka – wieś w Polsce położona w województwie podkarpackim, w powiecie jasielskim, w gminie Jasło. Znajduje się tam Szkoła Podstawowa im. Józefa Piłsudskiego. Przez Jareniówkę przepływa rzeka Wisłoka. Jest tam też Dom Ludowy i świetlica. Wieś znajduje się na wzgórzach położonych na lewym brzegu Wisłoki. Jareniówka sąsiaduje z dwóch stron z osiedlami Jasła. Nazwa wsi ma charakter dzierżawczy. 
| SIMC    | Nazwa   | Rodzaj    |
| ------- | ------- | --------- |
| 0352851 | Łęgorze | część wsi |

W latach 1975–1998 miejscowość administracyjnie należała do województwa krośnieńskiego.